# Міланський обладунок

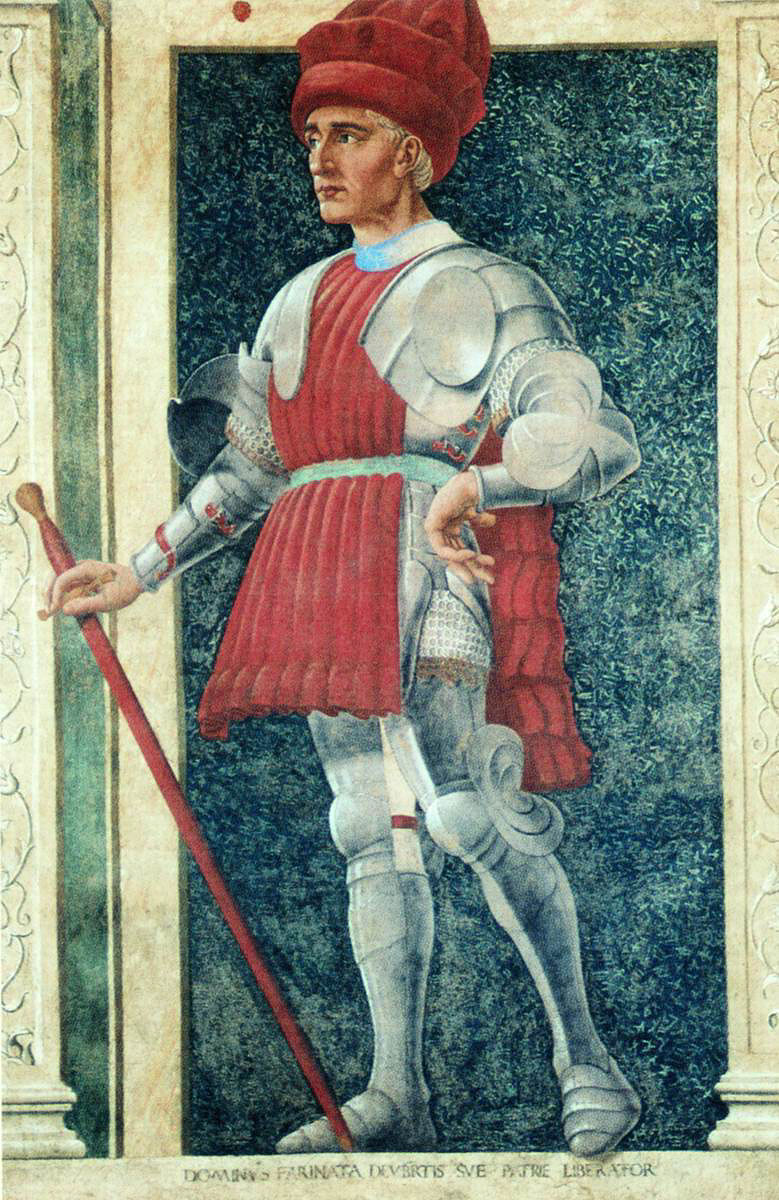
Міланський обладунок. Портрет. Фреска Андреа дель Кастаньйо. Вілла Кардуччі. 1450 р.

Міла́нський обладу́нок — повний латний італійський обладунок, що з'явився наприкінці XIV та проіснував до початку XVI століття. Це перший тип обладунків, у якому лати (сталеві пластини) закривали все тіло. Особливості конструкції:
- Шолом типу «армет», спочатку — армет із ронделем[en], пізніше армет, салет або інші різновиди шолома;
- Великі налокітники;
- Несиметричні наплічники, в окремих зразках обладунку закривали один одного на спині;
- Панцерні рукавиці з довгими розтрубами.

## Історія виникнення
Італія в XIV столітті стала одним із центрів виробництва обладунків. Італійські ковалі-зброярі Мілана, Флоренції, Венеції та інших міст створювали досить якісні обладунки як для внутрішнього ринку, так і на експорт, що було незвичайним явищем — в більш ранньому Середньовіччі обладунки виготовлялися зазвичай там, де й продавалися.
У замку Курбург в італійському графстві Південний Тіроль зібрана велика колекція обладунків другої половини XIV — першої половини XV століть, яка добре показує розвиток обладунків в тогочасній Італії.

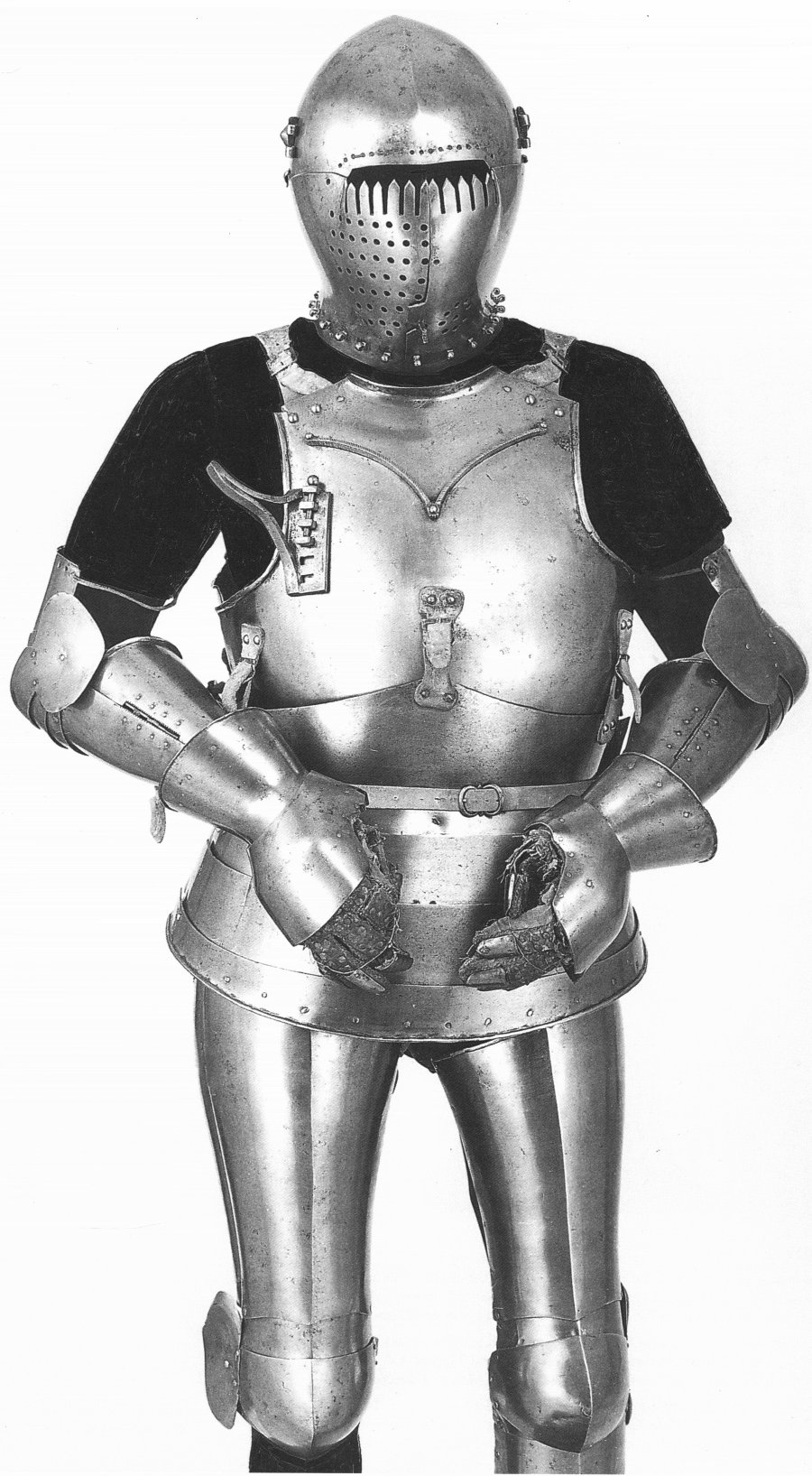
Ранній міланський обладунок із колекції замку Курбург, приблизно 1410 р.

Обладунок, виготовлений приблизно в 1380 році, показує розвиток виробництва зброї тих часів. Захист тіла виконана у вигляді нагрудника — предка кіраси. Наплічники до цього обладунку не вдалося віднайти, проте передбачається, що вони мали звичний для тих часів сегментний вигляд. Цей обладунок ще не був повним латним, тому що для захисту тіла, крім нагрудника, використовувалася кольчуга, але він замінив бригантину як основу захисту тіла.
Обладунок пізнішої доби зі збройової колекції того ж Курбургу є предком міланської броні з усіма особливостями стилю. Шолом — армет, забороло цього обладунку не вдалося знайти, проте, за збереженими кріпленнями, воно було. Наплічники мають сегментну будову, що закривають плечі й верхню частину рук і заходять на кірасу. Захисту шиї як такої ще немає, а наявність на шоломі кріплень для бармиці показує, що її роль виконувало закріплене на армет кольчужне полотно. Кіраса є досить продуманою для того часу конструкцією — з окремим начеревником, що дозволяв власнику вільніше згинатися вперед і мав закріплений ремінь із пряжкою спереду до нагрудника, і упором для списа, який був знімним (на деяких збережених обладунках його немає, але є отвори для його кріплення) й поворотним, тобто дозволяв в разі кавалерійської атаки або турнірного бою використовувати його як утримувач для списа, а в рукопашному бою повернути його до грудей, щоб він не заважав рухам правої руки. На кірасі закріплена латна спідниця, складена з чотирьох сталевих смуг, з'єднаних вільнорухомими заклепками. Поручі не сильно змінилися в порівнянні з ранішим зразком обладунків, а ось захист кисті забезпечувала напіврукавиця у вигляді одного рухомого сегмента, до якого кріпляться на шкіряних ременях сегменти захисту кожного пальця окремо. Панцерні наголінники також належать до ранніх технологій, бо сегментів на стегнах ще не було, але водночас сегменти на колінах вже були наявні, що робить їх зручнішими. Нижню частину по́ножів не вдалося знайти, проте порівнюючи їх з іншими експонатами того часу, вони були 2-стулковими панцерними наголінниками анатомічної форми зі сегментними гостроносими сабатонами.

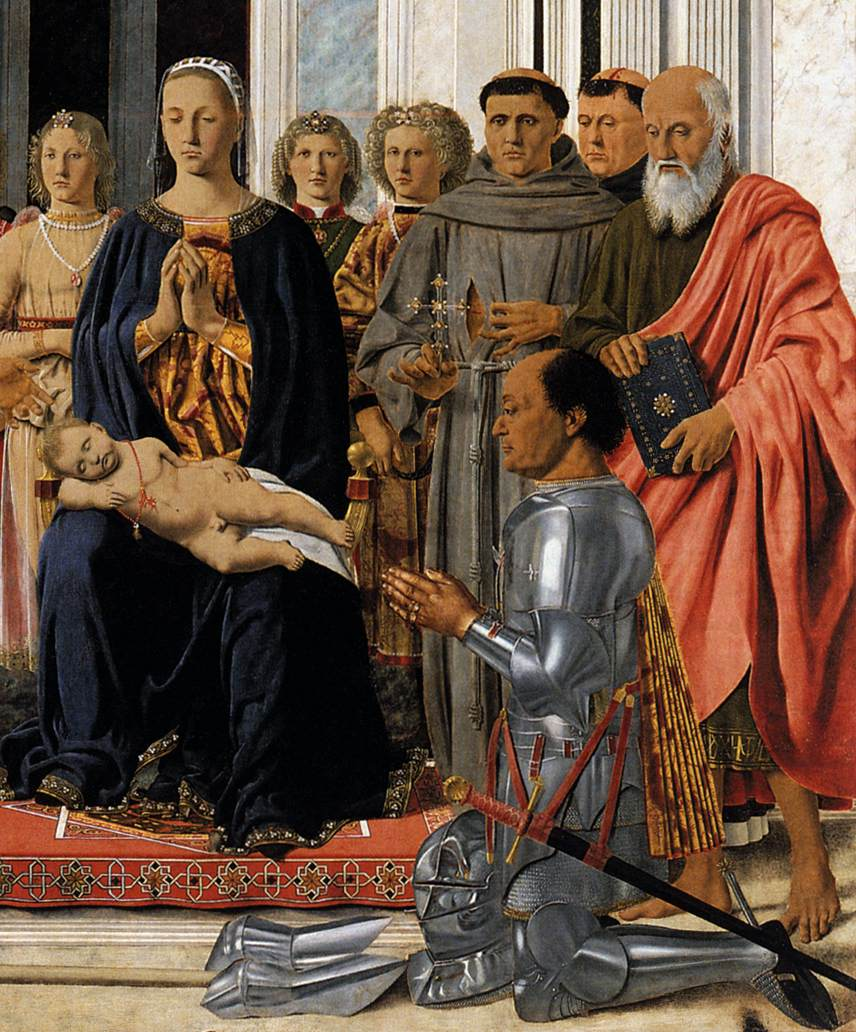
Фрагмент картини «Мадонна з немовлям і святими» (Вівтар Монтефельтро). Автор П'єро делла Франческа, 1472 рік. Знаходиться в Пінакотіці Брера, Мілан

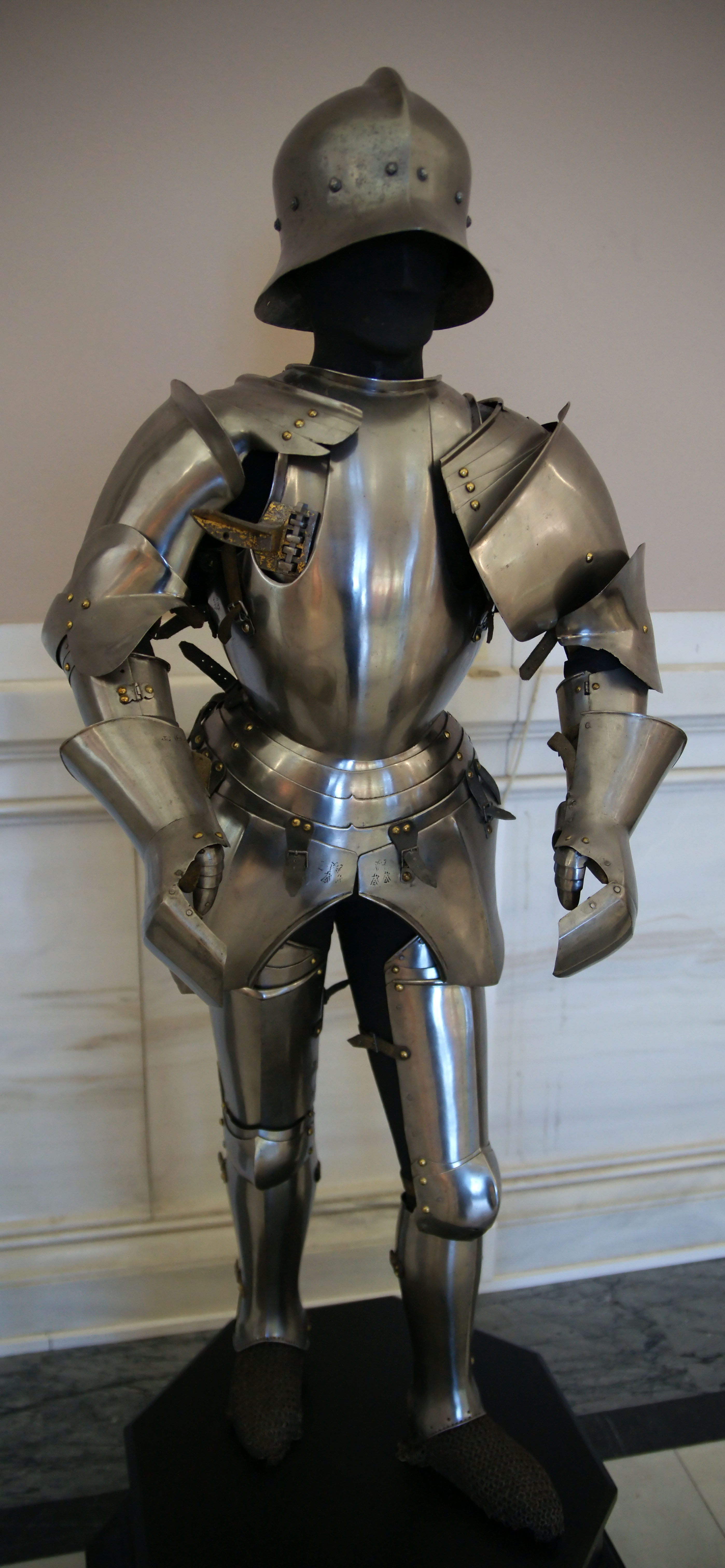
Обладунок кондотьєра Роберто де Сансеверіно, отриманий після його смерті в битві біля Калліано в 1487 році. Зараз знаходиться в Музеї історії мистецтв у Відні

## Міланський обладунок XV століття
На частині вівтаря Монтефельтро зліва є один із класичних зразків міланських обладунків середини — другої половини XV століття. Обладунок має всі характерні риси міланської броні:
- Шолом типу «армет» із забралом типу «гороб'ячий дзьоб». Справа на забралі деталь для відкидання його на потилицю;
- Захист шиї у вигляді латного нашийника — горжет;
- Кіраса з великим начеревником, який майже повністю закривав нагрудник. З'єднувалися разом вони за допомогою ременя й пряжки. До нагрудника кріпився упор для списа;
- Продовженням кіраси була латна спідниця з 4—6 сегментів. Знизу до останнього сегмента спідниці за допомогою ременів і пряжок кріпилися тассети — настегенні щитки, особливість міланських обладунків. Крім них, до задньої частини спідниці могли кріпитися на ременях і заклепках сталеві пластинки для захисту сідниць;
- Наплічники мали особливу будову. Кожен із них складався з 4 до 7 частин, з'єднаних легкими заклепками, й вони закривали не тільки плече, а й заходили на спину, деякі перекривали один одного на спині. Правий наплічник спереду вироблявся зазвичай менше лівого для того, щоб була можливість покласти спис на упір, лівий же навпаки, робився великим, бо в турнірах на нього за допомогою сталевого гвинта кріпився сталевий щиток;
- Поручі мали звичну будову — нижня частина двостулкова, лікоть сегментний (2 сегменти знизу, 1 сегмент зверху), верхня частина напіввідкрита. Налокітники, точніше відбійники (захист ліктьової западини), також часто виготовлялися нерівними. Правий відбійник робився зазвичай значно більше лівого, мав складну будову, яка не заважала рухам руки. Такий захист виник через відмову від використання щитів. Лівий налокітник мав невеликий відбійник (як це видно на одному з обладунків на світлині справа), однак на нього за допомогою сталевого гвинта кріпився турнірний налокітник — велика раковиноподібна конструкція, яка захищала лівий бік. У деяких експортних різновидах обладунків обидва налокітники мали однакові великі відбійники;
- Захист кистей — рукавиці міланського типу з одним рухомим сегментом для захисту пальців і великим пальцем з двох лусок. Можливо, під них надягали кольчужні рукавички. Рукавиці мали довгі розтруби, які забезпечували додатковий захист рук і рухливість зап'ястя;
- Поножі стали рухливішими. Зверху, на стегні, з'явилися сегменти, коліно також складалося зі сегментів. Наголінники анатомічної форми надягали окремо й були двостулковими та закривали всю гомілку. Сабатони були в основному гостроносими й недовгими; втім, були й інші різновиди.

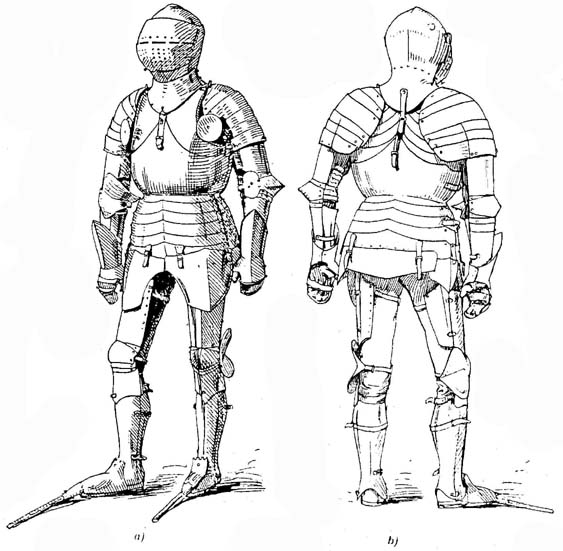
Міланська броня «французького стилю», яка належала Фрідріху I, графу й палатину Райну (Frederich der Siegreiche). виготовлена в 1451 році в Мілані майстрами Томмазо Негроні, П'єром Інноченцо да Фаєрно, Антоніо Місальєю. Зараз знаходиться в Музеї історії мистецтв у Відні. Зображення з книги Венделіна Бегайма

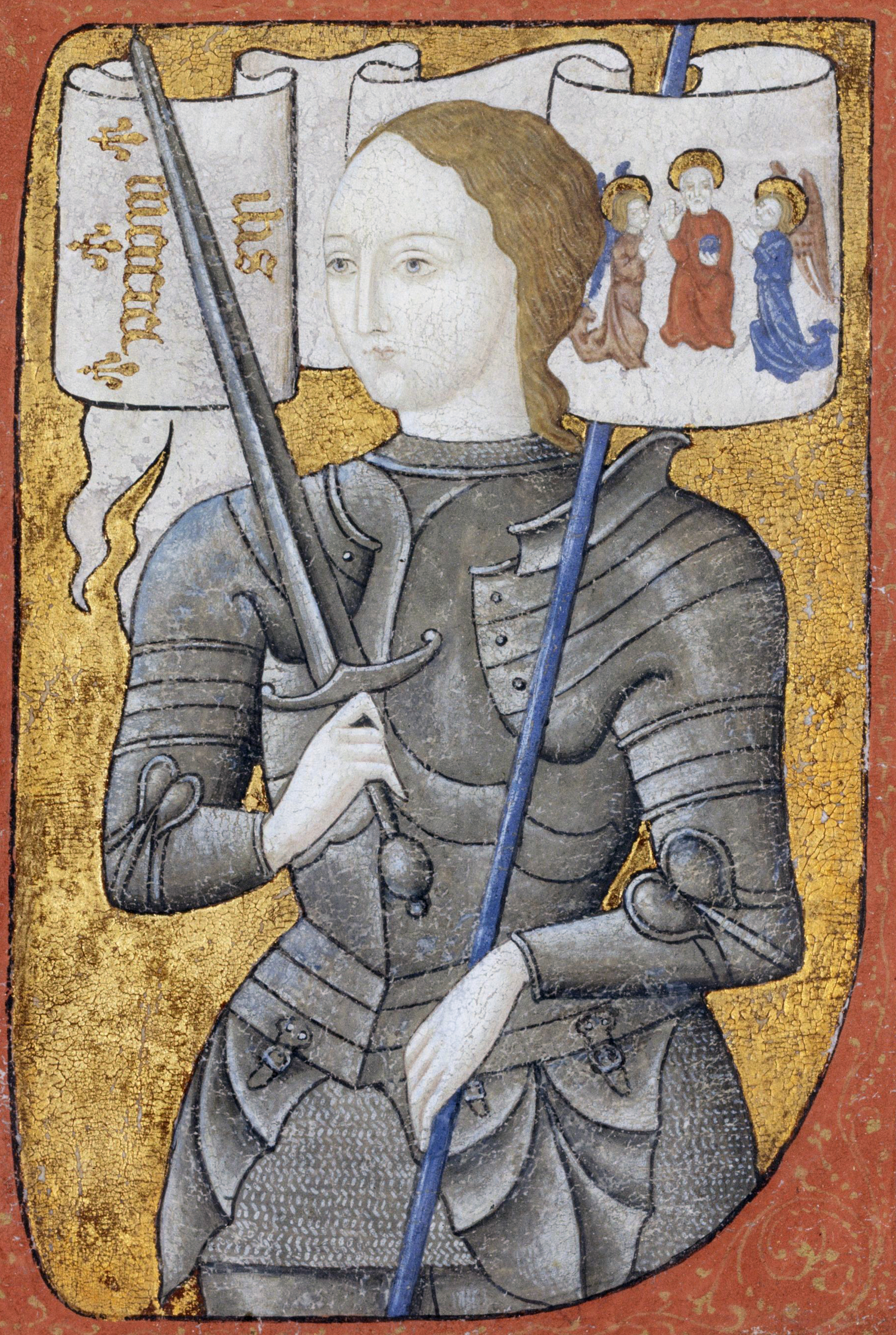
Міланський обладунок «французького стилю». Зображення Жанни Д'Арк, зроблене в 1450—1500 рр. Знаходиться в Національному центрі історичних архівів, Париж

## Експортні міланські обладунки XV століття
Найвідоміший експортний варіант міланського обладунку називався «французький стиль» і мав шолом грандбацинет і гостроносі сабатони. Головними відмінностями від німецької готичної броні були гладкі округлі форми міланського обладунку, наплічники й налокітники різного розміру (лівий набагато більше) й використання для захисту кистей панцерних рукавиць (у німецьких обладунках застосовувалися переважно панцерні рукавички). В обладунках, що виготовлялися на експорт у другій половині XV століття, вже помітна територіальна відмінність: якщо французи хотіли замовляти зброю з грандбацинетом, то німці — з саладом характерного німецького виду, тобто глибокі й з бувігером. При цьому обладунок зберігав усі інші особливості міланського стилю. На обладунках останньої третини XV століття з'явилися ковані ребра жорсткості на окремих елементах (наплічники, налокітники, розтруби рукавиць), але в цілому броня виконувалася гладенькою.
На експортних обладунках кінця XV століття почали використовуватися однакові за розміром наплічники й панцерні рукавиці, що складалися з 2—3 рухомих сегментів. Але навіть із цими особливостями міланський стиль можна було впізнати.

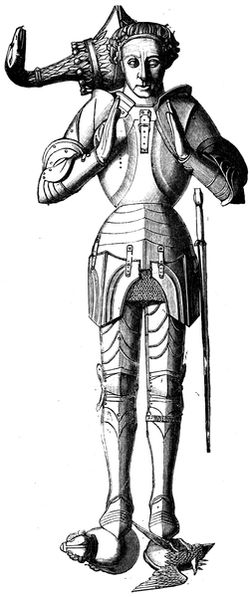
Обладунок із надгробника. Церква святої Марії, Ворик

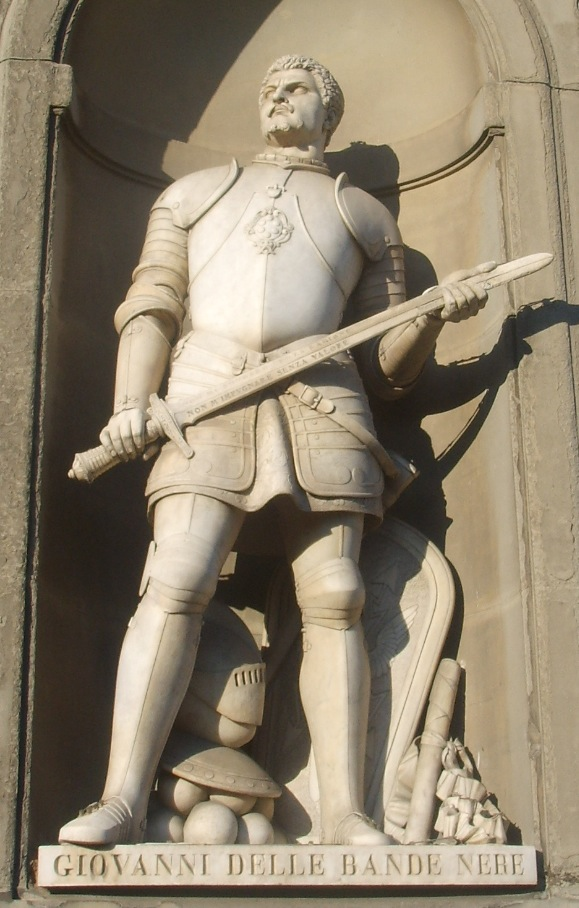
Пам'ятник Джованні делла Банді Нері в галереї Уффіці у Флоренції, поставлений у 1537 році його сином, герцогом Козімо

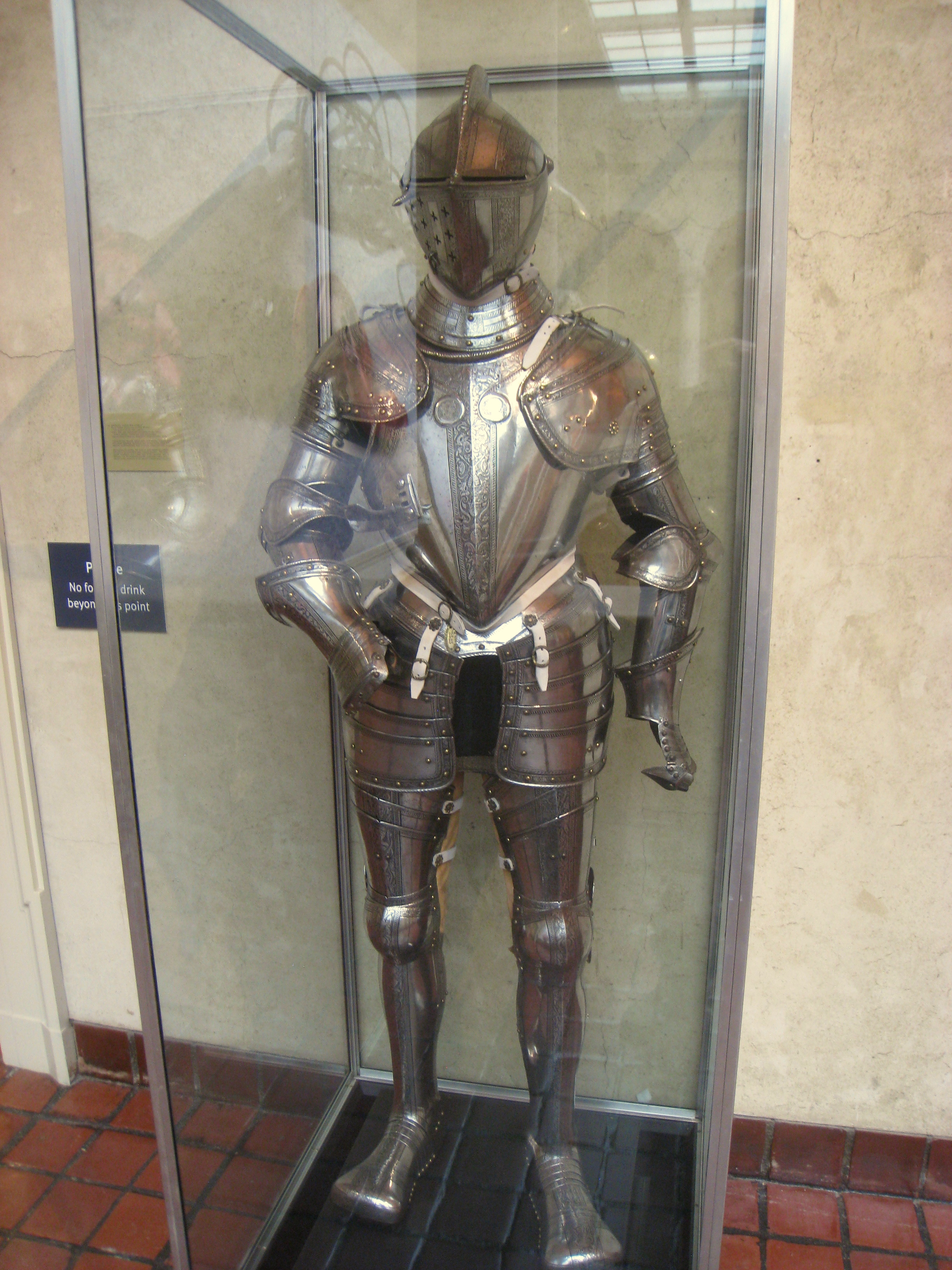
Повний бойовий обладунок, північна Італія, остання чверть XVI ст. Зараз знаходиться в музеї Вустера, США

## «Вориківський» обладунок
Обладунок із надгробника Річарда Боша, 5-го (13-го) графа Ворика, показує окремий тип обладунків. Однак наявність такого ж самого зображення в церкві Санта Марія делле Ґраціє в Мантуї підтверджує те, що це всього лише один із різновидів експортних обладунків, виготовлений в Італії для англійських феодалів і лицарів. Основні його відмінні риси:
- Кіраса з ребрами жорсткості;
- Замість армету наявна «жаб'яча голова[ru]», проте в бою використовувався саме класичний для того часу армет;
- Набедреники складаються з п'яти сегментів. Ця риса згодом була перенесена в гринвічський обладунок англійськими майстрами-зброярами.

## Міланські обладунки XVI століття
Різновиди обладунків Німеччини, коли готичні обладунки змінилися максимільянівськими, а ті своєю чергою — «гладкими» обладунками, мало б повпливати й на Італію, де відпрацьований до цього різновид обладунків був вельми розповсюджений завдяки його чудовому захисту. Але загальні зміни в європейських обладунках проявлялися в Італії першої половини XVI століття також:
- зникли величезні відбійники на налокітниках, їхній розмір зменшили
- наплічники стали куватися однаковими й набагато меншого розміру;
- кіраса виготовлялася з ребром жорсткості посередині й «гусячою грудкою» — тапулем;
- тассети виготовлялися багатосегментними;
- крім армету з плоским забралом широковживаним стає шолом-штурмак;

На основі пізніх міланських обладунків створювалися тричасткові рейтарські обладунки, при цьому армет зник зовсім, замінений штурмаком й іншими шоломами.

## Письменство
- Бехайм Вендален. Энциклопедия оружия / Пер. с нем. А. А. Девель и др. Под ред. А. Н. Кирпичникова. — СПб.: Оркестр, 1995. — 576 с.: ил. — ISBN 5-87685-029-X.
- Блэр Клод. Рыцарские доспехи Европы. Универсальный обзор музейных коллекций / Пер. с англ. Е. В. Ламановой. — М.: ЗАО «Центрполиграф», 2006. — 256 с.: ил. — ISBN 5-9524-2450-3.
- Винклер П. П. фон Энциклопедия оружия с древнейших времен до начала XIX века. — СПб.: Ленинградское изд-во, 2009. — 432 с.: ил. — ISBN 978-5-9942-0420-7.
- Ефимов С. В., Рымша С. С. Оружие Западной Европы XV—XVII вв. — Том 1. Доспехи, клинковое оружие, оружие на древках. — СПб.: Атлант, 2009. — 400 с.: ил. — Серия «Оружейная академия». — ISBN 978-5-98655-022-0.
- Келли Фрэнсис, Швабе Рэндольф. История костюма и доспехов. От крестоносцев до придворных щеголей / Пер. с англ. Т. Е. Любовской. — М.: ЗАО «Центрполиграф», 2007. — 304 с.: ил. — ISBN 978-5-9524-2869-0.
- Окшотт Эварт. Оружие и воинские доспехи Европы. С древнейших времен до конца Средневековья. — М.: ЗАО «Центрполиграф», 2009. — 704 с.: ил. — ISBN 978-5-9524-4069-2.
- Функен Л., Функен Ф. Средние века. Эпоха ренессанса: Пехота — Кавалерия — Артиллерия / Пер. с франц. М. Б. Ивановой. — М.: ООО «АСТ»; Астрель, 2004. — 146 с.: ил. — Серия «Энциклопедия вооружения и военного костюма». — ISBN 5-17-014796-1.
- Школьник Ю. К. Рыцари. Полная энциклопедия. — М.: Эксмо, 2014. — 176 с.: ил. — ISBN 978-5-699-53467-8.

- Stephen Bull: An Historical Guide to Arms & Armor, ISBN 0-8160-2620-3
- Wise, Terence (1983). The Wars of the Roses. Osprey Publishing. ISBN 0850455200.
- James, Lawrence (2003). Warrior Race: A History of the British at War. St. Martin's Press. pp. 119. ISBN 0312307373.